# Marcos Barbosa (político)
Marcos Antônio de Oliveira Barbosa (Maceió, 7 de outubro de 1964) é um político brasileiro filiado ao Avante.
Em 2014 foi apontado como suspeito de ser mandante de homicídios.
Em 2018, foi reeleito deputado estadual para a 19ª legislatura (2019-2023) da Assembleia Legislativa de Alagoas, alcançando seu quinto mandato.
Em 2022 Foi reeleito novamente deputado estadual para a 20.ª legislatura (2023-2026) Da Assembleia legislativa de alagoas dessa vez Pelo Avante